# Patrick Apel-Muller
Patrick Apel-Muller, né le 13 janvier 1959 à Suresnes, est un journaliste français, directeur de la rédaction de L'Humanité de décembre 2008 à décembre 2019.

## Biographie
Patrick Apel-Muller est titulaire d'une licence d'histoire. Pendant ses études, il milite à l'Union des étudiants communistes, en devient membre du secrétariat national et rédacteur en chef du journal Clarté. 
Rédacteur en chef de Radio Soleil 94, une radio locale du Val-de-Marne en 1982, il entre à L'Humanité Dimanche en 1983 et devient chef du service société-sports. Fin 1989, il entre à la rédaction de l'Humanité en qualité de chef adjoint de la rubrique économie-social, puis il est chef de l'édition départementale dans le Val-de-Marne, chef adjoint de la rubrique Culture du quotidien, chef du service Politique-économique et social, puis rédacteur en chef du quotidien en 2000. 
Parallèlement, il relance en 2004 le journal de bandes dessinées Pif Gadget dont il est directeur de la rédaction jusqu'à l'interruption de la parution en décembre 2008. Patrick Apel-Muller devient alors directeur de la rédaction de L'Humanité. En décembre 2019, il quitte ses fonctions et est remplacé par une codirection paritaire de la rédaction : Maud Vergnol et Sébastien Crépel,.

## Publications
- Les Enfants du siècle en collaboration avec Magali Jauffret, éditions Messidor, 1986[6]